# 트라팔가르 전역
트라팔가르 전역(영어: Trafalgar Campaign)은 1805년 3월부터 1805년 11월까지 이어진 프랑스-스페인 연합함대와 영국 해군의 일련의 해전을 가리킨다. 나폴레옹 보나파르트의 영국 침공 계획에 발맞추어 프랑스 해군은 루이 르네 마들렌 드 라투슈 트레빌 제독의 지휘 하에 영국 해군에 맞서 싸울 준비를 했으며, 영국 정부 역시 프랑스 해군의 확장을 저지하기 위해 대서양 일대에 식민지로 삼은 주요 섬들을 요새화시키고 영국 본국에 대규모 징집령을 내리기도 했다.
다이아몬드 락 해전을 제외하면 트라팔가르 전역의 대부분의 전투는 스페인과 포르투갈 인근에 위치한 피니스테레곶 일대에서 벌어졌다. 1805년 7월 피니스테레곶 해전에서 영국 해군과 스페인-프랑스 연합함대가 맞붙었으나 이는 무승부로 끝났지만, 1805년 10월 트라팔가르 해전에서 영국 해군이 프랑스-스페인 연합함대를 격파하고 뒤이은 오르테갈곶 해전에서 잔존한 연합함대를 상대로 영국 해군이 다시 승리를 거두면서 트라팔가르 전역은 영국 측의 승리로 끝났다.